# Dárdasy Gusztáv
Dárdasy Gusztáv (Tata, 1832. május 28. – Andocs, 1873. március 22.) ferences rendi szerzetes, költő.

## Élete
1854. január 19-én lépett a rend tagjai közé, és 1855. szeptember 10.-én misés pappá szentelték fel Nyitrán. Eleinte mint hitszónok működött; azután több évig az érsekújvári gimnáziumban tanított; betegeskedése miatt utóbb állásától megvált és a pozsonyi rendház könyvtáránál alkalmazták; innét két év mulva Andócsra költözött.

## Munkái
- Dicskoszorú, főtiszt. Paulovits Dömjén, sz. Ferencz-rendi áldozár… tiszteletére s arany-miséje emlékére. Pozsony, 1869
- Örömhangok, melyeket ft. Czwickl Chrysostom, sz. Ferencz-rendi magyar tartomány… főnökének névünnepe alkalmával… zengett. Uo. 1870

Az érsekújvári gimnázium Értesítőiben (1863 és 1864) két értekezése jelent meg; több tudósítást írt a hírlapokba s számos alkalmi verset nyomatott.